# Wild Side
„Wild Side“ je píseň americké rockové skupiny Mötley Crüe z alba Girls, Girls, Girls, které vyšlo v roce 1987. Sixx napsal píseň v období kdy jeho závislost na heroinu dosáhla vrcholu, jak popsal ve své knize Heroinové deníky.[zdroj⁠?!] Píseň se stala pevnou součástí na koncertech skupiny.

## Obsazení
- Vince Neil – zpěv
- Mick Mars – kytara
- Nikki Sixx – basová kytara
- Tommy Lee – bicí